# الکسی چرپانوف
الکسی چرپانوف (انگلیسی: Alexei Cherepanov; ۱۵ ژانویهٔ ۱۹۸۹ – ۱۳ اکتبر ۲۰۰۸) بازیکن هاکی روی یخ اهل روسیه بود که آخرین بار برای آوانگارد اومسک در پست وینگر راست بازی می‌کرد.

## درگذشت
الکسی چرپانوف در ۱۳ اکتبر ۲۰۰۸، پس از آن‌که در سومین دورهٔ بازی لیگ هاکی قاره‌ای برابر ویتیاز چخوف دچار فروپاشی شد، درگذشت. پس از پایان یک نوبت بازی، چرپانوف به همراه هم‌تیمی‌هایش یارومیر یاگر و پاول روسا به نیمکت بازگشت؛ جایی که بنا بر گفتهٔ سرمربی وین فلمینگ «او فقط به عقب تکیه داد، بی‌هوش شد و چهره‌اش رنگ‌پریده شد.» یاگر بلافاصله برای کمک فریاد زد. تلاش‌هایی برای احیای چرپانوف در کنار زمین انجام شد، اما بی‌نتیجه بود. سپس او توسط هم‌تیمی‌هایش به رختکن منتقل شد، جایی که پزشکان به درمان ادامه دادند. چرپانوف به بیمارستانی محلی منتقل شد، اما همان شب مرگ او اعلام شد. گزارش‌های اولیه علت مرگ را سکتهٔ قلبی عنوان کردند.
با وجود این‌که خانوادهٔ چرپانوف اهل شهری با فاصلهٔ بیش از ۴۰۰ مایل از اومسک بودند، آن‌ها خواستند که او در همان شهر که در دوران جوانی‌اش از او استقبال کرده بود، دفن شود. هزاران نفر در مراسم تشییع او شرکت کردند. تابوت او برای بازدید عمومی بر روی یخ آوانگارد اومسک قرار گرفت و سپس به گورستان "استارو-سورنو" منتقل شد.

### بررسی‌ها
در پی مرگ چرپانوف، گزارش‌ها و ادعاهای متناقضی منتشر شد. گزارش‌های اولیه حاکی از ابتلای او به ایسکمی مزمن عضلهٔ قلب بود و بسیاری عملکرد کادر پزشکی آوانگارد اومسک را زیر سؤال بردند که چگونه از بیماری او بی‌اطلاع بودند. برخی گزارش‌ها اعلام کردند که کالبدشکافی چرپانوف نشانه‌هایی از التهاب عضله قلب را نشان داده است. پزشکان مستقل، به‌ویژه در آمریکای شمالی، نسبت به این تفسیر اولیه تردید داشتند؛ چرا که باور این‌که یک ورزشکار نخبهٔ جوان دچار ایسکمی تشخیص‌داده‌نشده باشد، بعید به نظر می‌رسید؛ به‌ویژه با توجه به آزمایش‌هایی که پیش از درافت ان‌اچ‌ال روی او انجام شده بود. برخی گزارش‌های بعدی در روسیه از قلب بزرگ‌شده سخن گفتند که با موارد مشابه مرگ ناگهانی در ورزشکاران هماهنگی بیشتری دارد. افزون بر مسئلهٔ علت اصلی مرگ چرپانوف، مقامات روسیه بلافاصله تحقیقی دربارهٔ پاسخ اضطراری تیم، تجهیزات و امدادگران حاضر در محل آغاز کردند. نگرانی‌هایی دربارهٔ اینکه چرا اجازهٔ بازی به او داده شده، مطرح شد، در حالی‌که بیماری قلبی‌اش می‌توانست در آزمایش‌های پزشکی روتینی که گفته می‌شد پیش‌تر انجام داده، شناسایی شود. آمبولانسی که طبق مقررات باید در تمام بازی‌های لیگ هاکی قاره‌ای حاضر باشد، به دلیل باقی‌ماندن تنها پنج دقیقه از بازی، محل را ترک کرده بود و دستگاه شوک الکتریکی در سالن نیز غیرفعال بود.
تحقیقات دربارهٔ مرگ چرپانوف چند ماه ادامه داشت. در دسامبر، گزارش‌هایی از روسیه منتشر شد که نمونه‌های خون و ادرار چرپانوف حاکی از استفادهٔ او از دوپینگ خونی بود. اما بعدها روشن شد که این داروها بخشی از تلاش تیم و پزشکان برای درمان پنهانی بیماری او بوده‌اند. پس از این افشاگری در ژانویه ۲۰۰۹، لیگ هاکی قاره‌ای پنج مسئول و پزشک آوانگارد را به دلیل اقدام به درمان بیماری‌ای که باید تنها توسط قلب‌شناسان مجرب مدیریت می‌شد، تعلیق کرد. در اوت ۲۰۰۹، با تصمیم دادستان‌های فدرال مبنی بر اینکه پزشکان تیم از بیماری چرپانوف آگاه نبوده و داروهای مورد استفادهٔ او را تجویز نکرده‌اند، پروندهٔ مرگ او بار دیگر گشوده شد. نمایندهٔ چرپانوف، «جی گروسمن» اعلام کرد که در آزمایش‌های انجام‌شده توسط ان‌اچ‌ال پیش از درافت ۲۰۰۷، هیچ مشکل سلامتی‌ای در او مشاهده نشده بود.

### میراث
مدت کوتاهی پس از درگذشت چرپانوف، آوانگارد اومسک پیراهن شماره ۷ او را در مراسمی پیش از دیدار برابر دینامو مینسک و با حضور والدینش بازنشسته کرد. لیگ هاکی قاره‌ای از سال ۲۰۰۹ جایزهٔ بهترین بازیکن نوپای سال را به نام «جایزهٔ الکسی چرپانوف» تغییر داد. در اوت ۲۰۱۳ یک تورنمنت زیر ۲۰ سال به یاد او برگزار شد که در آن شش تیم از جمله دو تیم روسی و تیم‌های ملی بریتانیا، لهستان، بلاروس و میزبان یعنی لیتوانی حضور داشتند.

### پیامدها
لیگ هاکی قاره‌ای بلافاصله پس از مرگ چرپانوف، سیاست‌های خود را مورد بازبینی قرار داد؛ به‌ویژه با توجه به نگرانی‌ها دربارهٔ ناکارآمدی پاسخ اضطراری. مقررات جدیدی تصویب شد که حضور دو آمبولانس در هر مسابقهٔ لیگ هاکی قاره‌ای را الزامی می‌کرد. همچنین از دولت روسیه خواسته شد که حداقل استانداردهای تجهیزات پزشکی در آمبولانس‌ها را به اجرا بگذارد. این لیگ همچنین برنامه‌ای به نام «گذرنامهٔ پزشکی» را به اجرا گذاشت که به کارکنان کلیدی امکان می‌داد به اطلاعات پزشکی استاندارد همهٔ بازیکنان دسترسی داشته باشند.
پس از مرگ چرپانوف، باشگاه نیویورک رنجرز خواهان دریافت غرامت از ان‌اچ‌ال شد؛ چراکه در زمان مرگ او، هنوز قراردادی با این باشگاه امضا نکرده بود و از نظر فنی امکان انتخاب مجدد او در درافت سال ۲۰۰۹ وجود داشت. این باشگاه ادعا کرد که استحقاق دریافت غرامت را دارد. در نهایت، با موافقت دیگر تیم‌های لیگ، انتخاب هفدهم دور دوم در درفت ۲۰۰۹ به این تیم اختصاص یافت. مدیران عمومی ان‌اچ‌ال همچنین به تصویب قانونی با عنوان «قانون چرپانوف» رأی دادند که به موجب آن، در صورت مرگ یک بازیکن انتخاب‌شده در دور اول پیش از امضای قرارداد، تیم مربوطه مشمول دریافت غرامت خواهد شد.